# Edward Emerson Barnard
Edward Emerson Barnard, ameriški astronom, * 16. december 1857, Nashville, Tennessee, ZDA, † 6. februar 1923, Williams Bay, Wisconsin, ZDA.

## Življenje in delo
Barnard je izhajal iz zelo revne družine in se je le malo šolal. Postal je najboljši opazovalec svojega časa, čeprav je bil brez formalne astronomske izobrazbe. Z devetimi leti je začel delati kot pomočnik pri fotografu. Astronomija ga je vedno zelo zanimala in kot najstniku se mu je posrečilo, da se je zaposlil na nekem observatoriju.
Poročil se je in živel v veliki denarni stiski. Problem je rešil zelo prefinjeno. Bogat ameriški podjetnik H. H. Warner iz Rochestra je ponudil denarno nagrado 200 dolarjev (to je bila okoli leta 1880 čedna vsota) vsakemu Američanu, ki bo odkril nov komet. Oborožen z majhnim daljnogledom je Barnard začel z iskanjem. Odkril je komet, za katerega je dobil nagrado in potem še enega in še enega ... Kadarkoli je bil v denarni stiski, ga je rešil nov komet. Nekoč je izjavil, da je z denarjem od novoodkritih kometov odplačal hipoteko na hišo, ki si jo je zgradil v Nashvillu, hišo, ki je dobila ime Hiša kometov. Skupno jih je odkril 16.
Diplomiral je leta 1887 na Univerzi Vanderbilt v Nashvillu. Tega leta je odšel na Observatorij Lick, kjer je ostal do leta 1895. Leta 1890 je pri iskanju kanalov na Marsu z 910 mm refraktorjem odkril temne okrogle lise na planetovem površju, ki jih je kasneje leta 1915 njegov prijatelj Mellish opisal kot kraterje. Nobeden od njiju pa si tega ni upal objaviti. Šele pol stoletja kasneje leta 1965 je kraterje na Marsu odkrila ameriška medplanetarna vesoljska sonda Mariner 4.
Leta 1892 je z istim daljnogledom odkril mali, Jupitrov 5. satelit Amaltejo. Bil je znan po izredno ostrem vidu in leta 1895 se je pridružil astronomom na Observatoriju Yerkes v Williams Bayu v Wisconsinu, kjer je ostal vse do svoje smrti. Tu je lahko za svoja opazovanja uporabljal takrat največji daljnogled na svetu 1020 mm refraktor. Poleg opazovanja planetov je posvečal pozornost krajevni Galaksiji in temnim meglicam v njej. Ta temna področja imajo isto sestavo kot svetle meglice, npr. Orionova meglica, le da jih ne osvetljujejo bližnje vroče zvezde. Opazi se jih le, kadar zakrivajo svetlobo zvezd, ki ležijo za njimi. Najbolj znana temna meglica je Vreča oglja v Južnem križu. Barnard je pravilno pojasnil njihovo naravo.
Leta 1916 je izmeril lastno gibanje šibke rdeče zvezdice svetle le 10,3m v Kačenoscu in odkril, da potrebuje 180 let, da se na nebu premakne za razdaljo, enako Luninemu premeru ali z največjim znanim lastnim gibanjem 10"/leto. Barnardova zvezda, ki se danes imenuje po njem, je ena nam najbližjih zvezd, takoj za trojico α Kentavra. Od Sonca je oddaljena le slabih 6 svetlobnih let. Astronomi so v njenem gibanju odkrili nepravilnosti, zato predvidevajo, da ima vsaj dva planeta približno take velikosti, kot je Jupiter.
Barnard je razvil astronomsko fotografijo. Delal je vse do svoje smrti. Bil je očarljiv človek, zelo skromen in z odličnim smislom za humor. Nek ameriški časopis je objavil zgodbo, da je Barnard izumil poseben daljnogled, ki sam odkriva komete in z zvonjenjem zvončka opozori Barnarda, ko ujame kakšnega v zorno polje. Še leta po tem so ga ljudje spraševali o tem neverjetnem inštrumentu. Nikoli ni mogel odkriti, kdo je bil šaljivec, ki je napisal zgodbo, a je močno sumil tedanjega predstojnika Observatorija Yerkes Keelerja.

## Priznanja

### Nagrade
Kraljeva astronomska družba (RAS) mu je leta 1897 podelila zlato medaljo, leta 1917 pa je prejel medaljo Bruceove.

### Poimenovanja
Po njem se imenujeta kraterja na Luni (Barnard) in na Marsu (Barnard), kakor tudi Barnardova pokrajina na Ganimedu in asteroid glavnega pasu 819 Barnardiana.